# Slovenië op de Olympische Winterspelen 1992
Tijdens de Olympische Winterspelen van 1992, die in Albertville (Frankrijk) werden gehouden, nam Slovenië voor de eerste keer deel.

## Deelnemers en resultaten

### Alpineskiën
| Olympiër       | Discipline       | Resultaat | Prestatie                                                                            |
| -------------- | ---------------- | --------- | ------------------------------------------------------------------------------------ |
| Klemen Bergant | slalom (m)       | 24e       | 1.52,52 (+8,13) 56,27+56,25                                                          |
| Gregor Grilc   | super g (m)      | 20e       | 1.15,71 (+2,67)                                                                      |
| Gregor Grilc   | reuzenslalom (m) | 16e       | 2.11,50 (+4,52) 1.06,80+1.04,70                                                      |
| Gregor Grilc   | slalom (m)       | 22e       | 1.49,95 (+5,56) 54,73+55,22                                                          |
| Jure Košir     | super g (m)      | 29e       | 1.16,56 (+3,52)                                                                      |
| Jure Košir     | reuzenslalom (m) | 22e       | 2.12,23 (+5,25) 1.07,41+1.04,82                                                      |
| Jure Košir     | slalom (m)       | 19e       | 1.49,49 (+5,10) 54,88+54,61                                                          |
| Jure Košir     | combinatie (m)   | 13e       | 59,78 p. (+45,2) afdaling: 47,2 p. (1.49,60) slalom: 12,58 p. (1.43,27: 51,32+51,95) |
| Mitja Kunc     | super g (m)      | 27e       | 1.16,49 (+3,45)                                                                      |
| Mitja Kunc     | reuzenslalom (m) | 23e       | 2.12,88 (+5,90) 1.07,48+1.05,40                                                      |
| Andrej Miklavc | reuzenslalom (m) | 24e       | 2.12,95 (+5,97) 1.07,91+1.05,04                                                      |
| Andrej Miklavc | slalom (m)       | 17e       | 1.49,47 (+5,08) 55,02+54,45                                                          |
|                |                  |           |                                                                                      |
| Nataša Bokal   | super g (v)      | 32e       | 1.27,42 (+6,20)                                                                      |
| Nataša Bokal   | reuzenslalom (v) | 13e       | 2.15,64 (+2,90) 1.07,20+1.08,44                                                      |
| Nataša Bokal   | slalom (v)       | dnf-2     | opgave run 2 48,62+dnf                                                               |
| Nataša Bokal   | combinatie (v)   | 7e        | 42,6 p. (+40,05) afdaling: 39,64 p. (1.29,02) slalom: 2,96 p. (1.09,65: 35,05+34,60) |
| Barbara Brlec  | super g (v)      | dnf       | opgave                                                                               |
| Barbara Brlec  | reuzenslalom (v) | dnf-2     | opgave run 2 1.09,50+dnf                                                             |
| Urška Hrovat   | super g (v)      | dq        | diskwalificatie (1.26,42)                                                            |
| Urška Hrovat   | slalom (v)       | 10e       | 1.34,50 (+1,82) 49,04+45,46                                                          |
| Špela Pretnar  | super g (v)      | dnf       | opgave                                                                               |
| Špela Pretnar  | reuzenslalom (v) | dq-1      | diskwalificatie run 1 diskwalificatie (1.08,84)+dq                                   |
| Katjuša Pušnik | reuzenslalom (v) | dnf-2     | opgave run 2 1.08,99+dnf                                                             |
| Katjuša Pušnik | slalom (v)       | 16e       | 1.36,45 (+3,77) 50,06+46,39                                                          |
| Veronika Šarec | slalom (v)       | dnf-1     | opgave run 1                                                                         |

### Biatlon
| Olympiër                                               | Discipline             | Resultaat | Prestatie |
| ------------------------------------------------------ | ---------------------- | --------- | --- |
| Sašo Grajf                                             | 10 km (m)              | 33e       | 27.58,8 (+1.56,5) pen.: 0 (0 + 0)                                                                                            |
| Sašo Grajf                                             | 20 km (m)              | 24e       | 1:00.39,2 (+3.04,8) pen.: 3 (0 + 1 + 2 + 0)                                                                                  |
| Boštjan Lekan                                          | 10 km (m)              | 51e       | 28.42,4 (+2.40,1) pen.: 1 (0 + 1)                                                                                            |
| Boštjan Lekan                                          | 20 km (m)              | 21e       | 1:00.26,8 (+3.52,4) pen.: 1 (0 + 1 + 0 + 0)                                                                                  |
| Janez Ožbolt                                           | 10 km (m)              | 43e       | 28.31,1 (+2.28,8) pen.: 0 (0 + 0)                                                                                            |
| Janez Ožbolt                                           | 20 km (m)              | 33e       | 1:01.47,2 (+4.12,8) pen.: 1 (0 + 0 + 1 + 0)                                                                                  |
| Jure Velepec                                           | 20 km (m)              | 56e       | 1:04.12,6 (+7.38,2) pen.: 2 (0 + 1 + 0 + 1)                                                                                  |
| Uroš Velepec                                           | 10 km (m)              | 68e       | 29.54,3 (+3.52,0) pen.: 2 (1 + 1)                                                                                            |
| Team Uroš Velepec Sašo Grajf Jure Velepec Janez Ožbolt | 4x7,5 km estafette (m) | 20e       | 1:39.03,2 (+14.19,7) pen.: 6 32.15,5 pen.: 5 (5 + 0) 22.26,9 pen.: 1 (1 + 0) 22.05,2 pen.: 0 (0 + 0) 22.15,6 pen.: 0 (0 + 0) |

### Freestyleskiën
| Olympiër            | Discipline | Resultaat | Prestatie                    |
| ------------------- | ---------- | --------- | ---------------------------- |
| Aleksander Peternel | moguls (m) | 28e       | dnq (kwalificatie: 18,70 p.) |
| Marko Jemec         | moguls (m) | 35e       | dnq (kwalificatie: 16,92 p.) |

### Kunstrijden
| Olympiër     | Discipline | Resultaat | Prestatie           |
| ------------ | ---------- | --------- | ------------------- |
| Luka Klasinc | mannen     | 26e       | dnq (korte kür: 26) |
| Mojca Kopač  | vrouwen    | 26e       | dnq (korte kür: 26) |

### Langlaufen
| Olympiër        | Discipline                    | Resultaat | Prestatie                              |
| --------------- | ----------------------------- | --------- | -------------------------------------- |
| Jožko Kavalar   | 10 km klassiek (m)            | 71e       | 32.49,6 (+5.13,6)                      |
| Jožko Kavalar   | 30 km klassiek (m)            | 65e       | 1:35.16,3 (+12.48,5)                   |
| Jožko Kavalar   | 50 km vrije stijl (m)         | 24e       | 2:13.17,9 (+9.36,4)                    |
| Jožko Kavalar   | achtervolging 10 km+15 km (m) | 62e       | +8.35,0 (10 km:32.49 + 15 km:41.23,9)  |
| Robert Kerštajn | 10 km klassiek (m)            | 74e       | 33.37,5 (+6.01,5)                      |
| Robert Kerštajn | 30 km klassiek (m)            | 50e       | 1:32.17,6 (+9.49,8)                    |
| Robert Kerštajn | 50 km vrije stijl (m)         | 58e       | 2:26.26,3 (+22.44,8)                   |
| Robert Kerštajn | achtervolging 10 km+15 km (m) | 67e       | +10.03,4 (10 km:33.37 + 15 km:42.04,3) |

### Schansspringen
| Olympiër                                                 | Discipline                     | Resultaat | Prestatie |
| -------------------------------------------------------- | ------------------------------ | --------- | --- |
| Damjan Fras                                              | grote schans individueel (m)   | 42e       | 130,2 punten 79,6 p. (101,5 m) + 50,6 p. (84,0 m) |
| Samo Gostiša                                             | normale schans individueel (m) | 12e       | 201,8 punten 101,4 p. (84,0 m) + 100,4 p. (84,0 m) |
| Samo Gostiša                                             | grote schans individueel (m)   | 22e       | 158,9 punten 72,5 p. (97,5 m) + 86,4 p. (103,5 m) |
| Primož Kopač                                             | normale schans individueel (m) | 26e       | 189,6 punten 98,2 p. (82,0 m) + 91,4 p. (79,0 m) |
| Franci Petek                                             | normale schans individueel (m) | 21e       | 193,5 punten 93,7 p. (79,5 m) + 99,8 p. (83,0 m) |
| Franci Petek                                             | grote schans individueel (m)   | 8e        | 177,1 punten 94,8 p. (107,0 m) + 82,3 p. (99,5 m) |
| Matjaž Zupan                                             | normale schans individueel (m) | 18e       | 197,3 punten 97,5 p. (82,5 m) + 99,8 p. (83,0 m) |
| Matjaž Zupan                                             | grote schans individueel (m)   | 27e       | 154,0 punten 81,6 p. (101,5 m) + 72,4 p. (96,0 m) |
| Team Primož Kopač Matjaž Zupan Franci Petek Samo Gostiša | grote schans team (m)          | 6e        | 543,3 punten 75,2 p. (98,0 m) + 72,8 p. (97,0 m) 70,3 p. (99,5 m) + 92,7 p. (108,0 m) 96,8 p. (109,5 m) + 87,2 p. (103,0 m) 96,5 p. (110,0 m) + 94,9 p. (108,5 m) |

Algerije · Amerikaanse Maagdeneilanden · Andorra · Argentinië · Australië · België · Bermuda · Bolivia · Brazilië · Bulgarije · Canada · Chili · China · Chinees Taipei · Costa Rica · Cyprus · Denemarken · Duitsland · Estland · Filipijnen · Finland · Frankrijk · Gezamenlijk team · Griekenland · Groot-Brittannië · Honduras · Hongarije · Ierland · IJsland · India · Italië · Jamaica · Japan · Joegoslavië · Kroatië · Letland · Libanon · Liechtenstein · Litouwen · Luxemburg · Marokko · Mexico · Monaco · Mongolië · Nederland · Nederlandse Antillen · Nieuw-Zeeland · Noord-Korea · Noorwegen · Oostenrijk · Polen · Puerto Rico · Roemenië · San Marino · Senegal · Slovenië · Spanje · Swaziland · Tsjecho-Slowakije · Turkije · Verenigde Staten · Zuid-Korea · Zweden · Zwitserland